# (14861) 1990 DA2
(14861) 1990 DA2 là một tiểu hành tinh vành đai chính. Nó được phát hiện bởi Henri Debehogne ở Đài thiên văn La Silla ở Chile ngày 24 tháng 2 năm 1990.